# Uszka (Ungarn)
Uszka ist eine ungarische Gemeinde im Kreis Fehérgyarmat im Komitat Szabolcs-Szatmár-Bereg.

## Geografische Lage
Uszka liegt im Osten des Komitats an dem Bach Batár-patak unmittelbar an der Grenze zur Ukraine. Auf der anderen Seite der Grenze liegt der ukrainische Ort Tyssobyken (Тисобикень), knapp zwei Kilometer entfernt.

## Sehenswürdigkeiten
- Reformierte Kirche, erbaut 1805 (Spätbarock), mit hölzernem Glockenturm neben der Kirche
- Weltkriegsdenkmal (II. világháború hőseinek és áldozatainak emlékműve)

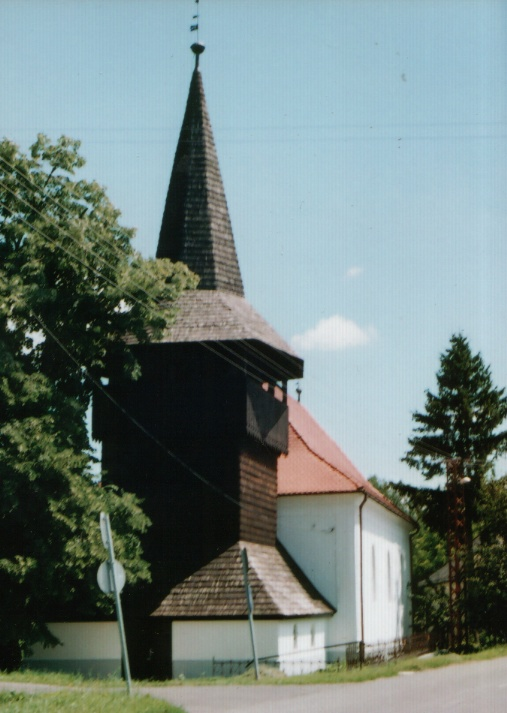
Reformierte Kirche in Uszka

## Verkehr
Durch Uszka verläuft die Landstraße Nr. 4143. Der nächstgelegene ungarische Bahnhof befindet sich in südwestlich Penyige.